# فائق وراد
فائق وراد (1926-2008) هو سياسي فلسطيني، ولد في قرية بيتين قضاء رام الله. كان من أوائل المبعدين الذين أبعدتهم سلطات الاحتلال الإسرائيلي بعد عدوان حزيران 1967 جراء نشاطه الوطني إلى الأردن. انتخب عضواً في المجلس الوطني الفلسطيني عام 1971 عن الحزب الشيوعي، وعضو في المجلس المركزي، وعضو مكتب سياسي للحزب الشيوعي الأردني والأمين العام عام 1976.

## حياته
تلقى فائق محمد وراد دراسته حتى الصف الرابع الابتدائي في مدرسة القرية، ثم انتقل إلى مدرسة البيرة ودرس فيها حتى الصف السابع الابتدائي، وأكمل دراسته الثانوية في الكلية الرشيدية بالقدس وحصل على شهادة (المترك) عام 1944. تركت ثورة 1936 ضد الانتداب البريطاني والهجرة الصهيونية أثرها على وعيه ما أسهم في تحديد خياراته الفكرية والسياسية فيما بعد.
بعد نكبة عام 1948 لعب فائق دوراً بارزاً في تأسيس الحزب الشيوعي الأردني، وكان عضواً في اللجنة المركزية للحزب وفي المكتب السياسي لسنوات طويلة، ثم انتخب وهو في سن الخمسين لكي يشغل موقع الأمين العام للحزب بعد وفاة قائده فؤاد نصار. وبعد هزيمة حزيران عام 1967، بدأ فائق نشاطه الوطني ضد الاحتلال وحث الناس على الصمود والبقاء في الوطن رغم الهزيمة، انضم للجنة انقاذ القدس المشكلة في الأردن عام 1968.